# バッサーノ・ロマーノ
バッサーノ・ロマーノ（伊: Bassano Romano）は、イタリア共和国ラツィオ州ヴィテルボ県にある、人口約4,600人の基礎自治体（コムーネ）。

## 地理

### 位置・広がり
ヴィテルボ県のコムーネ。県都ヴィテルボから南南東へ23kmの距離にある。

#### 隣接コムーネ
隣接するコムーネは以下の通り。括弧内のRMはローマ県所属を示す。
- ブラッチャーノ (RM)
- カプラーニカ
- オリオーロ・ロマーノ
- ストリ
- ヴェヤーノ

### 気候分類・地震分類
バッサーノ・ロマーノにおけるイタリアの気候分類 (it) および度日は、zona D, 2060 GGである。
また、イタリアの地震リスク階級 (it) では、zona 3B (sismicità bassa) に分類される。